# Johann Heinrich von Lengerke

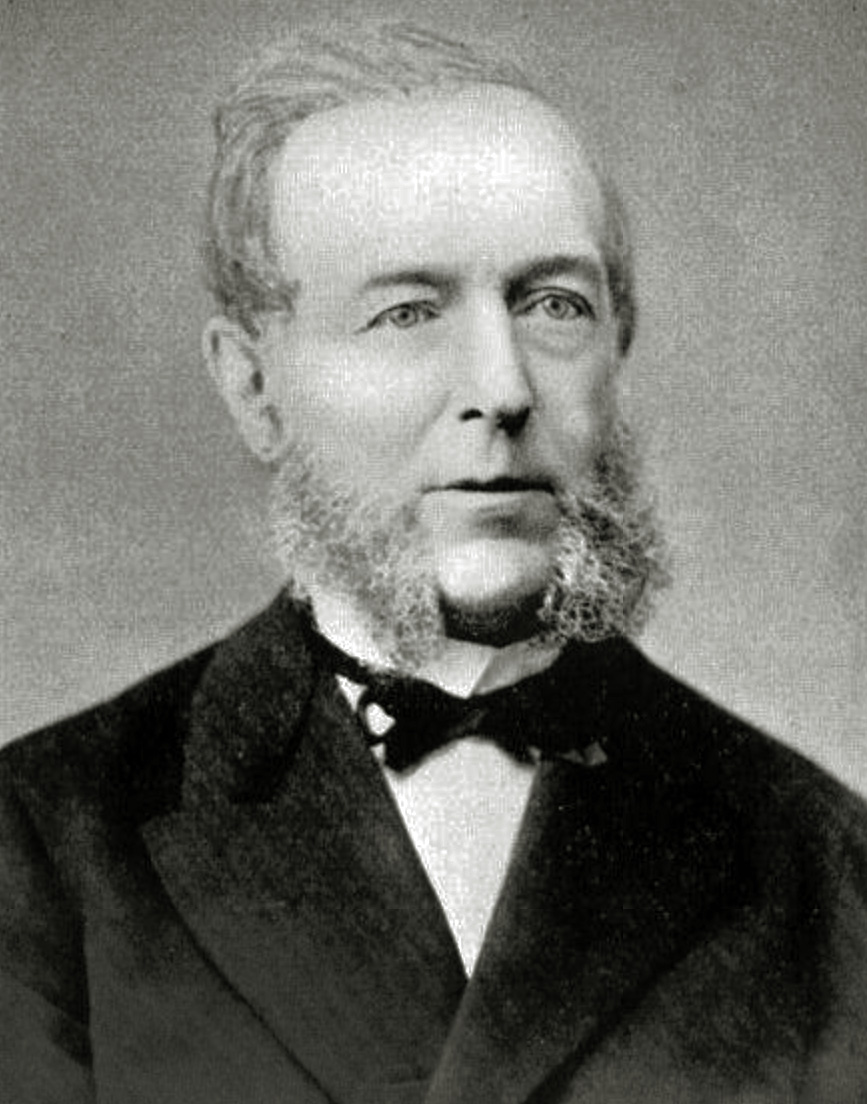
Johann H. von Lengerke

Johann Heinrich von Lengerke (* 9. Januar 1825 in Bremen; † 10. November 1906 auf Gut Steinbeck (heute Bad Salzuflen)) war Landtagspräsident und Mitglied des Deutschen Reichstags.

## Leben
Seine Eltern waren der Bremer Kaufmann Heinrich von Lengerke (1776–1856) und Margarethe verw. Schmidt, geb. Schepeler (1794–1861). Lengerke hatte mehrere Geschwister. Er selbst studierte Rechtswissenschaften und war von 1852 bis 1865 Syndikus der Bremer Handelskammer. 1865 kaufte er das Gut Steinbeck in Unterwüsten, wo er sich ein Herrenhaus im Stil der Tudorgotik erbauen ließ. 1882 stiftete er das Evangelische Stift in Wüsten, welches heute noch besteht.
Lengerke war seit 1857 mit Wilhelmine Johanne Henriette Smidt (1837–1899) verheiratet. Mit ihr hatte er drei Söhne und eine Tochter.
Er gehörte in Bremen längere Jahre der Bürgerschaft an und wurde 1870 Mitglied der Lippischen Stände. 1876 wurde er Präsident des konstituierenden Ständelandtags und seit Herbst desselben Jahres war er Präsident des Lippischen Landtags.

„Die zweite Legislaturperiode des deutschen Reichstages läuft ab, von Neuem müssen Abgeordnete gewählt werden. […]
Herrn Dr. v. Lengerke auf Steinbeck.
Dieser selbst hat an jenem Abend die Erklärung abgegeben, daß er eine Wahl zum Reichstagsabgeordneten als eine der höchsten Ehren, welche einem Deutschen zu Theil werden können, ansehe und daß er mit Freuden eine solche auf ihn etwa fallende Wahl annehmen werde. Daß er dann seinen Verpflichtungen regelmäßig an den Sitzungen des Reichstages Theil zu nehmen, gewissenhaft nachkommen werde, sei selbstverständlich. Was seine politische Stellung angehe, so sei es ihm augenblicklich unmöglich, da er darauf nicht vorbereitet, ein bestimmtes Programm zu entwickeln. Der sog. nationalliberalen Partei gehöre er nicht eigentlich an, da nach seiner Ansicht eine solche als festgeschlossene Partei im Reichstage nicht vorhanden sei; es seien in ihr vielmehr verschiedene politische Färbungen vertreten; er selbst gehe in seinen Ansichten etwa mit dem rechten Flügel derselben. Seine Hauptaufgabe sehe er, als ev. Mitglied des Reichstages, darin, die Reichsgewalt zu stärken, die Politik des Reichskanzlers in dieser Richtung gegen jeden Reichsfeind, ob Partikularisten oder Ultramontanen, zu unterstützen; er werde also durchaus nationale Ziele verfolgen.
[…] Von verschiedenen Mitgliedern des Vorstandes der nationalliberalen Partei wurde die Candidatur des Herrn Dr. v. Langerke ebenfalls warm empfohlen. Auch dreizehn erschienene Landtagsabgeordnete bezeichneten den Herrn Dr. v. Lengerke als eine durchaus geeignete Persönlichkeit das Fürstenthums Lippe im Reichstage zu vertreten; […] Endlich erklärte sich auch die ganze Versammlung mit etwa sechs Ausnahmen für die Candidatur des Herrn Dr. v. Lengerke.
[…] Derselbe hat sich als einen entschiedenen Anhänger der nationalen Polititk des Reichskanzlers bekannt, desgleichen hat er erklärt, daß er dem Ausbau der Reichsinstitutionen in liberalem Sinne zugethan sei, und zugleich die Interessen unseres Fürstenthumes stets im Auge haben werde. […] Endlich bürgt für ihn seine persönliche Ehrenhaftigkeit.“

Mit diesem Aufruf reichte es noch nicht. Erst etwa zehn Jahre später, von 1887 bis 1890 war von Lengerke Mitglied des Deutschen Reichstags für den Reichstagswahlkreis Fürstentum Lippe und trat für die Nationalliberale Partei an.
Der Staatsrechtler Hans von Mangoldt war sein Schwager.